# Vasnæs Batteri
Vasnæs Batteri er et fredet skanseanlæg fra 1864, oprindelig opført 1808. Batteriet er bl.a. på Højkantkortene kaldet Vadsnæs Batteri og ligger på Hindgavlhalvøen lige vest for den gamle Lillebæltsbro ved Middelfart.
I dag er anlægget er forholdsvis velbevaret, men består dog kun af jordvoldene.
Vasnæs-batteriet ligger ud til kysten på det sted, hvor Lillebælt er smallest, og var fra 1660 et af de kongelige overfartssteder til Jylland. Det strategiske sted har flere gange i historien spillet en militær rolle.

## Historie

### Napoleonskrigen(1807-14)
Under Napoleonskrigen (1807-14) opbyggedes et kystforsvar imod den engelske flåde over hele landet.
I Lillebælt blev der bygget 4 batterier på den jyske side; Fredericia Citadel og Vejrmosegård Batteri, på den fynske side; Strib Batteri og Vasnæs Batteri.
Jorden Vasnæs Batteri blev anlagt på blev foræret til hæren af Enkekammerherreinde Karen Basse Fønss på Hindsgavl Gods. En betingelse fra Hindsgavl Gods var at hæren skulle tilbagelevere jorden, når den ikke længere ville bruge den og at selve skanserne skulle forblive intakte
Vasnæs Batteri målte 80 x 90 m. Batteriet var forsynet med voldgrav med palisær, bestykket med 8 stk. 12 punds kanoner (til 6 kg jernkanonkugler) og 2 stk. 20 punds haubitser. Til batteriet hørte også et ammunitionsskur, et vagthus og et kasernehus.
Vasnæs Batteri blev afmonteret i 1814.

### Treårskrigeneller den1. Slesvigske Krig(1848-50)
Batteriet atter i brug i krigen mod tyskerne 1848-50, som en del af "Store Hindsgavl Batteri". 
artillerimajor Christian Julius de Meza lagde en plan for befæstningen på begge sider af bæltet. Den er dateret 6. juli 1848. 
Tropperne i Vasnæs Batteriet beskød tropperne på den jyske side og den 8. maj 1848, svare tyskerne igen ved at bombardere Strib og Middelfart.

### 2. Slesvigske Krig(1864)
Her blev Vasnæs batteri atter taget i brug. Batteriet blev udbygget til 3 m højde og brystværnet blev forstærket med "Skansekurve", der er pilekurve fyldt med grus.
På Fynskysten blev der anlagt et system af kanonstillinger og løbegange fra Røjle til Fønsskov. I vande lagdes træstammer, fastholdt af kæder, suppleret med miner (såkaldte Ramstedt´ske miner).
Bestykningen var nu 3 stk. 12 punds riflede kanoner og 33 stk. 18 punds kanoner. Til batteriet hørte også et stort krudtmagasin med bjælkehytte, samt 6 små krudtkamre bag volden. 

### Fredning
Vasnæs batteri blev fredet i 1971 og restaureret af Middelfart kommune i 1999.